# Petissan

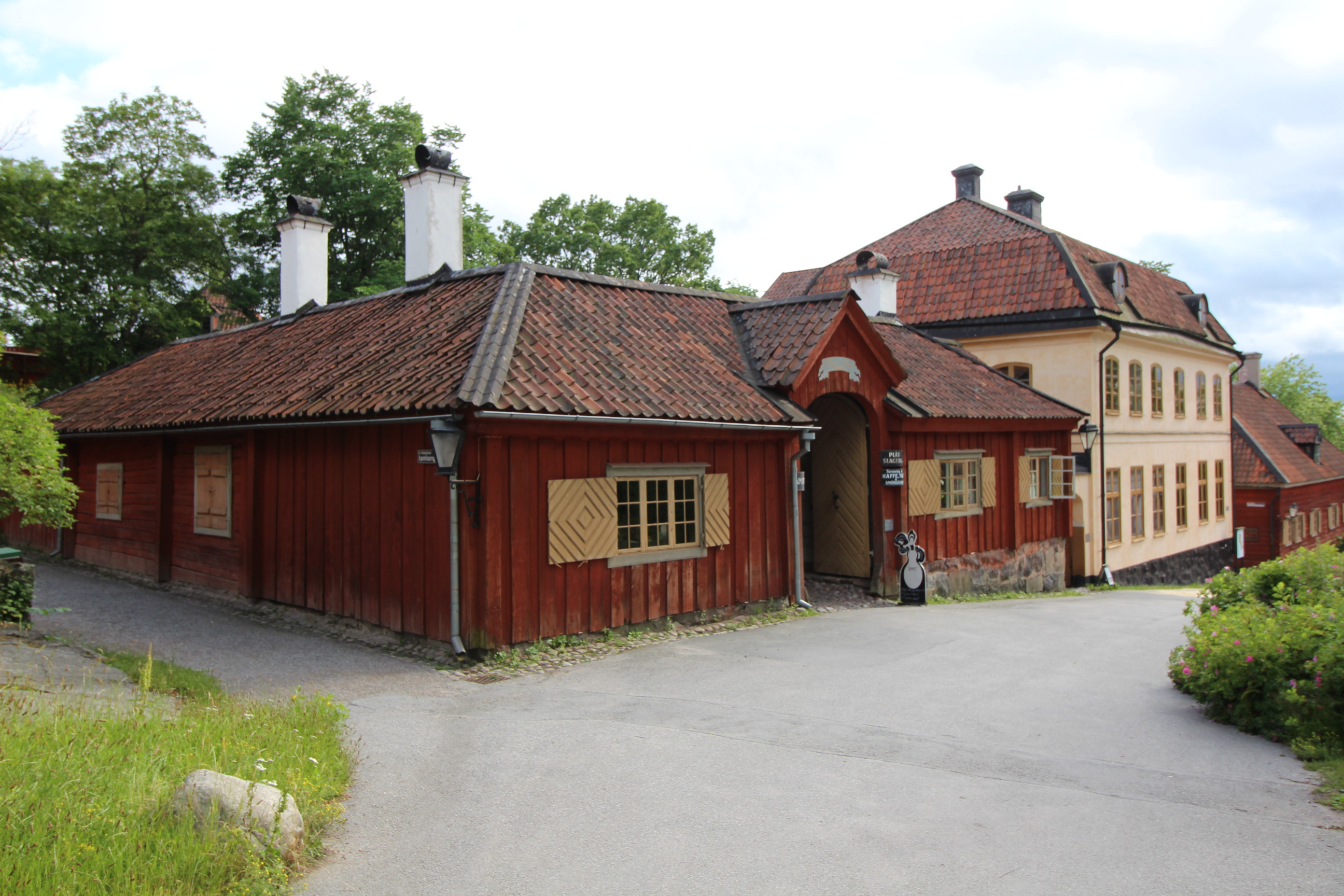
Café Petissan, i det röda husets högra del, finns sedan 1907 på Skansen i Stockholm. Byggnaden ingår i Skansens Stadskvarter.

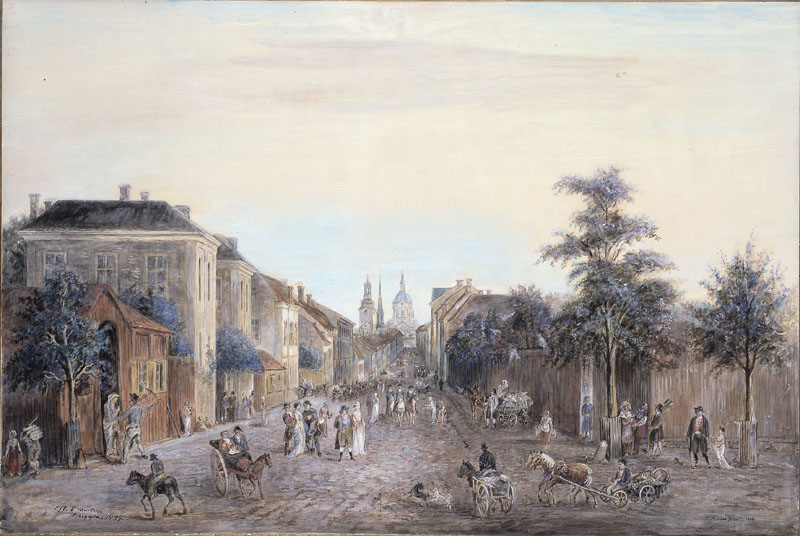
Café Petissan på Drottninggatan år 1808. Caféet ligger i korsningen vid Kungstensgatan. Petissan och Schefflerska palatset (även kallat Spökslottet) syns till vänster. Gouache av Elias Martin (1808). Kopia av Einar Uggla.

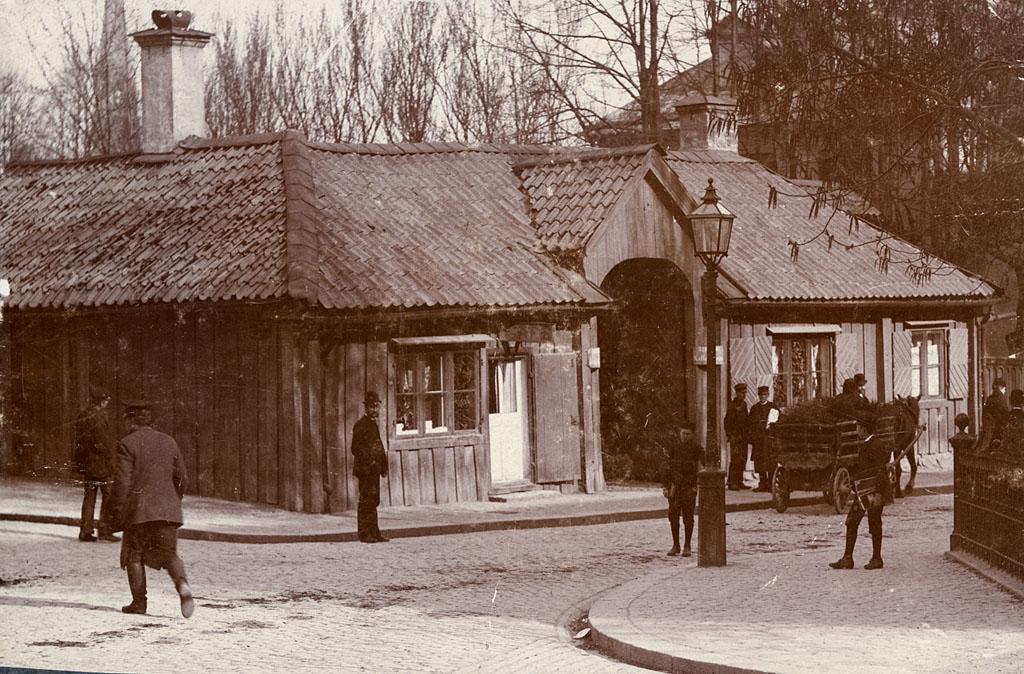
Café Petissan på sin ursprungliga plats på 1880-talet. I husets flygel på den vänstra sidan om portvalvet hade man då diskrum för kaféet och innanför bodde värdinnan Lovisa Dahlberg.

Petissan är en historisk kafébyggnad i stadskvarteret på Skansen i Stockholm. Huset stod ursprungligen på adressen Drottninggatan 116 (tidigare 110), i korsningen med Kungstensgatan i Stockholm. Bredvid Petissan låg malmgården Schefflerska palatset, även kallat Spökslottet.

## Historik
Byggnaden har fått sitt namn efter den kaférörelse, ett Petit café ("Lilla kaféet"), som fröken Karin Åkerman öppnade omkring år 1870. Det låg vid Observatoriekullen i hörnet av Drottninggatan och Kungstensgatan intill dåvarande Tekniska högskolan, Teknologiska institutets tidigare byggnader på Drottninggatan 95A. Café Petissan var en populär samlingsplats för Stockholms studenter, framför allt för teknologer, men också för andra stockholmare, och var öppet till år 1907. 
I kaféet fanns då som nu småbord med enkla stolar. Spetsgardiner och krukväxter bidrog till den trevliga atmosfären. Man åt landgångar och bakelser och drack därtill mjölk, öl och kaffe. I flygeln på andra sidan portvalvet hade man diskrum och innanför bodde värdinnan Lovisa Dahlberg, "den ständigt redbara, glada och godmodiga huvudpersonen".
När Stockholms högskola skulle byggas 1907 flyttades Petissan till Skansen, detta till stor del på Svenska Teknologföreningens bekostnad. Där uppfördes byggnaden vid nedre Solliden, på den plats där det senare byggdes ett elefanthus. Byggnaden flyttades på nytt år 1931 och är sedan dess en del av Skansens Stadskvarter.
Byggnaden kom till vid 1600-talets slut och är byggd i liggande timmer och panelades på 1700-talet. Huset hörde ursprungligen till den norra flygeln till Schefflerska palatset, även kallat "Spökslottet", och byggdes omkring år 1700. Schefflerska palatset är ett pampigt hus, som fortfarande ligger kvar i en stor trädgård på Drottninggatan 116. Namnet Spökslottet uppstod efter påstådda spökerier och märkvärdiga händelser som utspelades i huset under 1700-talets slut. I samma byggnad som Café Petissan finns Skansens Apoteket Kronan med 1700-talsinredning.